# (5078) Соловьёв-Седой
(5078) Соловьёв-Седой (лат. Solovjev-Sedoj) — типичный астероид главного пояса, открыт 19 сентября 1974 года советским астрономом Людмилой Черных в Крымской астрофизической обсерватории и 20 июня 1997 года назван в честь советского поэта В. П. Соловьёва-Седого.

## Обнаружение и именование
(5078) Соловьёв-Седой
Открыт 19 сентября 1974 года в Научном Л. И. Черных.
Назван в память о выдающемся композиторе Василии Павловиче Соловьёве-Седом (1907—1979), авторе около 400 песен, которые до сих пор популярны, семи оперетт и музыкальных комедий, двух балетов и музыки к нескольким десяткам фильмов.
Оригинальный текст (англ.)5078 Solovjev-Sedoj
Discovered 1974-09-19 by Chernykh, L. I. at Nauchnyj.
Named in memory of Vasilij Pavlovich Solovjev-Sedoj (1907—1979), distinguished composer, author of about 400 songs that are still popular, seven operettas and musical comedies, two ballets and music for several dozen films.
Источники: DISCOVERY.DB; M.P.C. 30096.

## Орбита

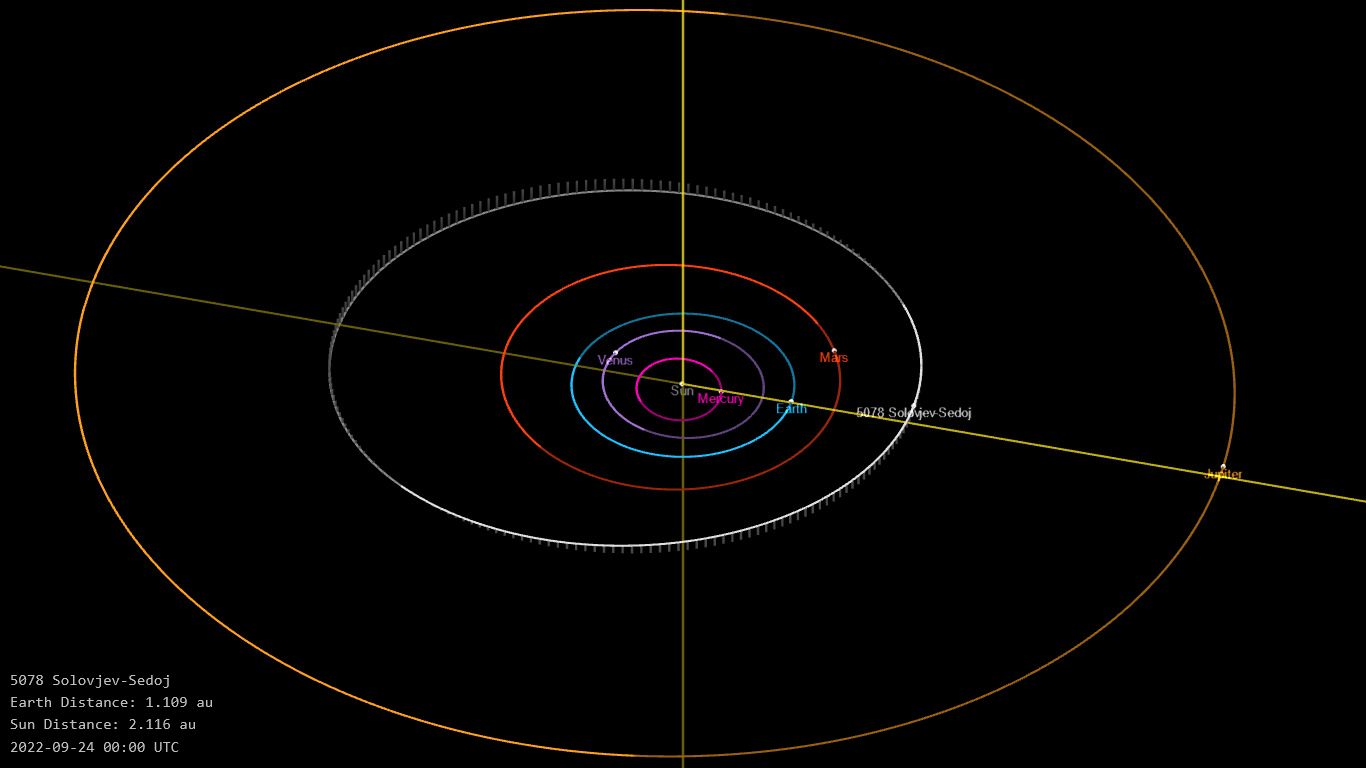
Орбита астероида Соловьёв-Седой и его положение в Солнечной системе

## Физические характеристики
Астероид относится к таксономическому классу C.
По результатам наблюдений в видимом и ближнем инфракрасном диапазоне космического телескопа NEOWISE диаметр астероида оценивался равным 7,937±0,073 км и 7,11±1,94 км. Согласно тем же источникам альбедо оценивается как 0,0804±0,0080, 0,080±0,008 и 0,106±0,085.